# 上赫芬施維爾

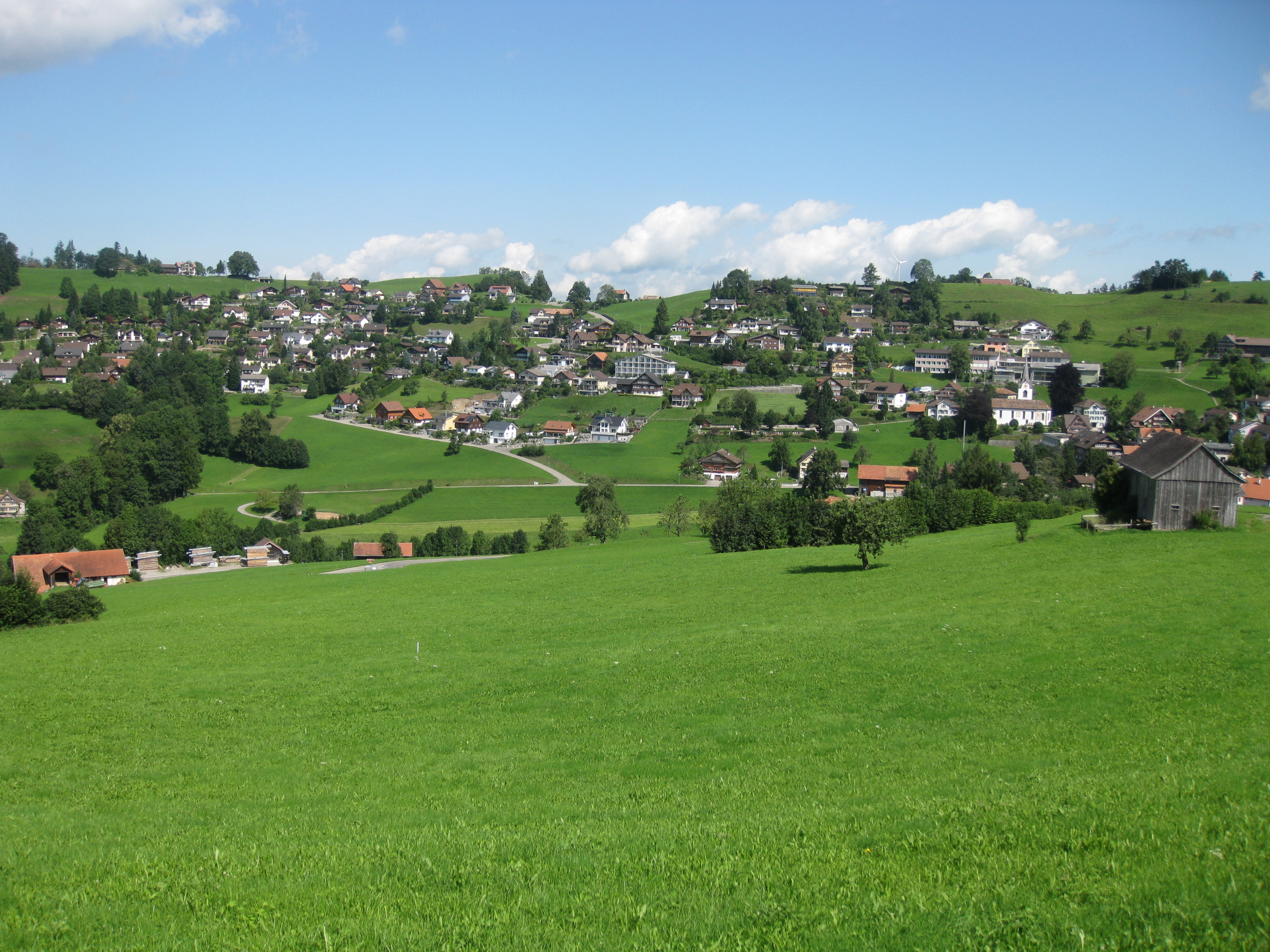

上赫芬施維爾是瑞士的城鎮，位於該國東北部，由聖加侖州負責管轄，面積12.66平方公里，海拔高度805米，2011年人口1,330，四成人口信奉基督教，人口密度每平方公里105人。

## 外部連結
- Official website（页面存档备份，存于） （德文）